# Fame, Fortune and Fornication
Fame, Fortune and Fornication è un album in studio di cover del gruppo musicale statunitense Reel Big Fish, pubblicato nel 2009.

## Tracce
Per ogni brano è indicato l'interprete originale.

1. Nothin' But a Good Time – 3:03 – Poison
2. Mama We're All Crazy Now – 2:16 – Slade
3. Veronica Sawyer – 3:26 – Edna's Goldfish
4. Authority Song – 2:57 – John Mellencamp
5. Brown Eyed Girl – 3:03 – Van Morrison
6. The Long Run – 3:37 – Eagles
7. Won't Back Down – 3:09 – Tom Petty
8. Keep a Cool Head – 2:12 – Desmond Dekker
9. Monkey Man – 2:29 – Toots & the Maytals (The Specials arr.)
10. Talk Dirty to Me – 3:42 – Poison
11. Twist and Crawl (iTunes bonus track) – 2:35 – The English Beat